# Bernd Wolf (Musiker)
Bernd Wolf (* 15. Februar 1961 in Kaiserslautern) ist ein deutscher Musiker und Dirigent. Er leitet die Kapelle Bernd Wolf und seine Egerländer Musikanten.

## Leben
Mit acht Jahren lernte Bernd Wolf das Trompetespielen bei Max Höllein. Mit neun Jahren lernte er um auf das Schlagzeug. Die Ausbildung am Schlagzeug erhielt er bei Alois Altherr. Nach der schulischen Ausbildung machte er eine Ausbildung als Musikverleger. Mit 16 Jahren wurde er durch seinen Vater Elmar Wolf zu den Original Egerländer Musikanten gebracht. 1980 trat Wolf als ständiger Mitarbeiter der EWOTON- und MOSCH-Musikverlage ein. Seit Gründung des Orchesters "Elmar Wolf und Die Neuen Egerländer" im Jahr 1989 war er dort als ständiger Schlagzeuger engagiert. Im Jahr 1997 übernahm er dann von seinem Vater Elmar Wolf den EWOTON-Musikverlag und erweiterte diesen um Niederlassungen in Österreich, der Schweiz und den USA.

## Bernd Wolf und seine Egerländer Musikanten

### Diskografie
- Lebensfreude
- Egerländer Wunschkonzert
- Böhmisches Dankeschön (VÖ April 2011)